# Caenocryptus pictus
Caenocryptus pictus är en stekelart som först beskrevs av Henry Keith Townes, Jr. 1962.  Caenocryptus pictus ingår i släktet Caenocryptus och familjen brokparasitsteklar. Inga underarter finns listade.